# ال‌دورادو (شعر)

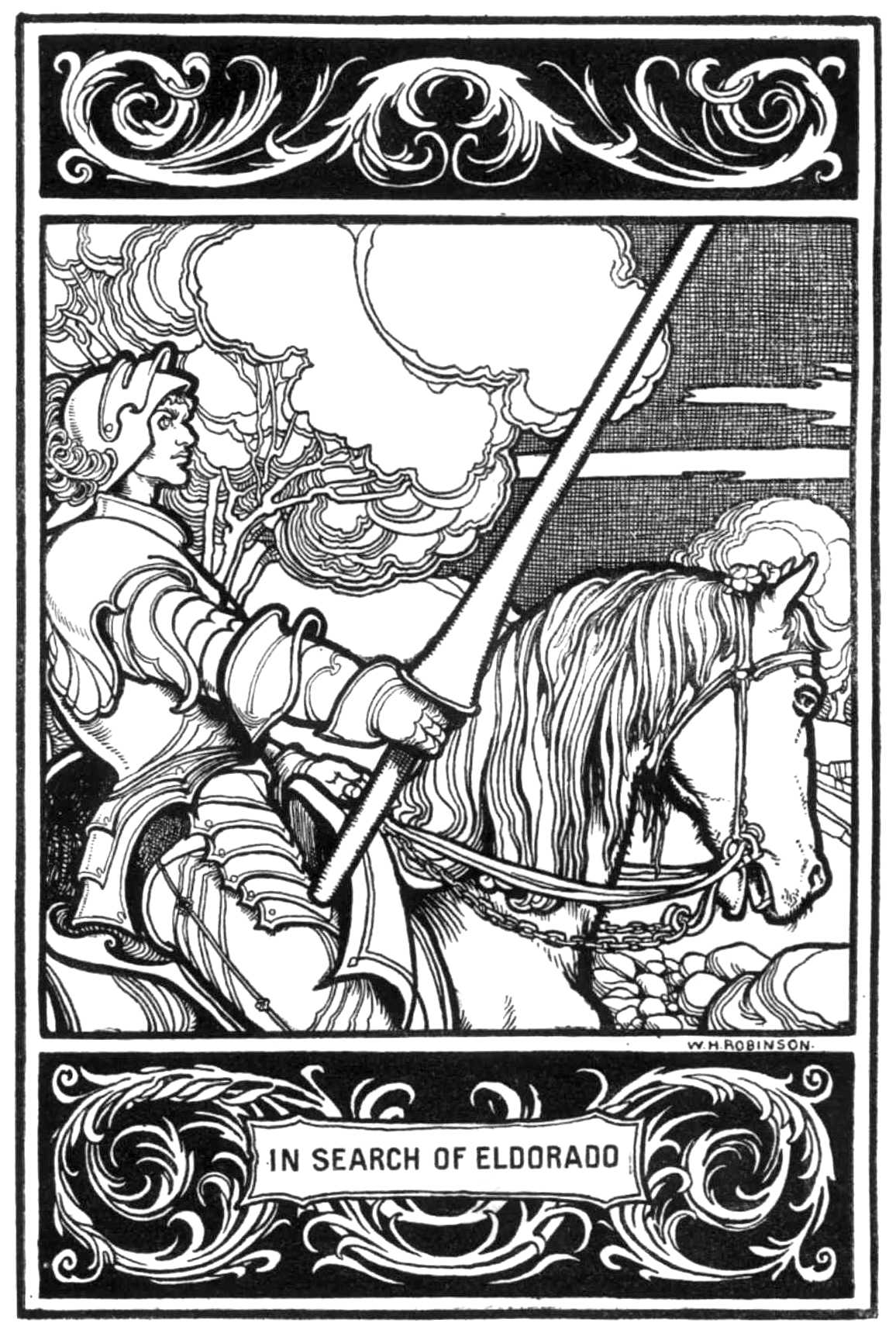
اولین تصویر چاپ شده از ال‌دورادو

ال‌دورادو (انگلیسی: Eldorado) شعری است سروده ادگار آلن پو که برای نخستین بار در آوریل ۱۸۴۹ به چاپ رسید. 
این شعر سفر شوالیه‌ای دلیر را توصیف می‌کند که در جستجوی ال‌دورادو افسانه‌ای است. 
چندین اقتباس در قالب موسیقی از این اثر شده است.